# Municipio de Orange (condado de Guthrie)
El municipio de Orange (en inglés: Orange Township) es un municipio ubicado en el condado de Guthrie en el estado estadounidense de Iowa. En el año 2010 tenía una población de 130 habitantes y una densidad poblacional de 1,41 personas por km².

## Geografía
El municipio de Orange se encuentra ubicado en las coordenadas 41°48′58″N 94°41′19″O / 41.81611, -94.68861. Según la Oficina del Censo de los Estados Unidos, el municipio tiene una superficie total de 91.9 km², de la cual 91,77 km² corresponden a tierra firme y (0,14 %) 0,13 km² es agua.

## Demografía
Según el censo de 2010, había 130 personas residiendo en el municipio de Orange. La densidad de población era de 1,41 hab./km². De los 130 habitantes, el municipio de Orange estaba compuesto por el 95,38 % blancos, el 1,54 % eran afroamericanos, el 1,54 % eran asiáticos y el 1,54 % eran de una mezcla de razas. Del total de la población el 0 % eran hispanos o latinos de cualquier raza.